# Strupin Łanowy
Strupin Łanowy (dawn. Strupin Łanowe Sołtysy) – wieś w Polsce położona w województwie lubelskim, w powiecie chełmskim, w gminie Chełm.
W latach 1975–1998 miejscowość administracyjnie należała do województwa chełmskiego. 
Wieś stanowi sołectwo gminy Chełm. Według Narodowego Spisu Powszechnego (III 2011 r.) liczyła 187 mieszkańców i była 28. co do wielkości miejscowością gminy Chełm.
Wierni Kościoła rzymskokatolickiego należą do parafii Chrystusa Odkupiciela w Chełmie lub do parafii Miłosierdzia Bożego w Chełmie.

## Historia
Strupin Łanowy jest wymieniany w źródłach od 1921 r. (jako Strupin – Łanowe Sołtysy). Od 1970 r. obowiązuje nazwa - Strupin Łanowy . Powstał z części historycznej wsi Strupin. W wieku XVI w 1565 roku Strupin wraz z Rożdżałowem i Krzywicami  oraz ze wsią Koczów stanowił  całość. Wsie te miały 26 dworzyszcz. Dochód z nich wynosił złotych polskich 14 i 18  groszy. Według Słownika Królestwa Polskiego w wieku XIX Strupin był  wsią w ówczesnym powiecie chełmskim, gminie Krzywiczki i parafii Chełm. Z połączenia kilku osad włościańskich powstał tu w roku 1886 folwark włościański mający 146 mórg. Według spisu z roku  1827 w Strupinie było  35 domów i 171 mieszkańców.
W 1921 roku Strupin Łanowy liczył 122 mieszkańców, w tym 112 Polaków i 10 Ukraińców (Rusinów). 112 mieszkańców wsi wyznawało rzymski katolicyzm, a 10 prawosławie